# Borås Weckoblad
Borås Weckoblad var en dagstidning utgiven i Borås och Jönköping en gång i veckan 1826 till 1833 med vissa uppehåll. 

## Redaktion och ansvariga utgivare

### Boktryckare Lundström
Boktryckaren Nils Erik Lundström, vilken i augusti 1826 flyttat sitt tryckeri från Jönköping till Borås, erhöll 10 augusti 1826  utgivningsbevis för tidningen Borås Weckoblad, som han gav ut till dess att större delen av staden i juli 1827 förstördes av en eldsvåda. Lundström flyttade kvarlevorna av sitt tryckeri tillbaka till Jönköping, där han från den 20 juli till 22 december 1827  gav  ut Borås Weckoblad, vilken därefter upphörde att vidare ges ut enligt tillkännagivande i sista numret 1827.

### Johan Frumerie tar över firma Hallin et Comp. i Borås
Ett nytt tryckeri med namnet  Hallin et Comp. i Borås med  handlarna C. C. Hallin och brukspatron Fr. Sundler började  åter ge ut Borås Weckoblad den 5 januari 1831 . Brukspatronen Sundler erhöll 17 augusti 1830  utgivningsbevis för tidningen, som 11 januari 1831 överläts på  före detta handlaren Johan Frumerie, som i tidningens första nr 5 januari 1831 tillkännagav att han övertagit stadens  boktryckeri med rätt att ge ut  Borås Weckoblad samt att nämnda tidning innevarande år ges ut i firma Hallin et Comp:s namn och på dess ansvar, tills hovkanslersämbetet  hunnit meddelar tillåtelse för honom att ta över.
I ett  tillkännagivande 30 november 1832  meddelades, att ansvarige redaktören av Borås Weckoblad hade avlidit. Tidningsansvariga ansåg, att inte ens det nummer av tidningen, som var nära färdigt före redaktörens dödsfall och som i dag borde utkomma, kunde lagenligt ges ut, varför bladets utgivande måste avbrytas till dess vederbörligt tillståndsbevis för den blivande nye redaktören hunnit anskaffas och utlovades åt prenumeranterna full ersättning för de nummer, som under tiden skulle ha utkommit.

### Brinck tar över tidningen
Sedan handlanden L. A. Brinck  18 januari 1833  erhållit utgivningsbevis för Borås Weckoblad, började det att ges ut 25 januari 1833, men upphörde med årets slut enligt tillkännagivande i sista numret 27 december 1833. Tidningen meddelade, att såväl tryckeri som förlagsrätten till tidningen blivit sålda till skolläraren A. Essén. Ombudet sände också in Brincks utgivningsbevis till hovkanslersämbetet 19 februari 1834. 

### Redaktörer
Tidningens redaktör var 1831 och följande år lantmäteriauskultanten I. A. Frumerie, som 1833 tog över boktryckeriet. Ombudets anmälde, att Frumerie uraktlåtit inom behörig tid hade lämnar exemplar av tidningen till honom. Då  bötfälldes tidningen av hovkanslern. Frumerie besvärade sig hos kunglig majestät, som stadfäste hovkanslerns utslag 28 juni 1835. Då böterna skulle betalas av Frumerie måste huset tagas i utmätning och en offentlig auktion utlysas, men ingen försäljning kunde äga rum, eftersom inget anbud lades på huset. Skrivelse om detta avläts 1 februari 1836  från kungliga majestäts befallningshavande i Vänersborg.
Handlaren Nils August Frumerie, som i november 1834 anmälde att han övertagit tryckeriet, erhöll på begäran utgivningsbevis för Borås gamla Weckoblad 18 november 1834. Det är inte känt om detta någonsin kom ut, då inget exemplar är känt. Tidningen fick en efterföljare med ny titel  Borås nya tidning.

## Tryckning och utgivningsdagar
Tidningen trycktes hos N. E. Lundström i Borås  från 1 september 1826 till  13 juni 1827 sedan i Jönköping från 20 juli 1827 den 22 december 1829. Tidningen trycktes sedan åter i Borås hos Hallin et Comp. från 5 januari till 19 januari 1831 sedan av Johan Frumerie från den 26 januari till den 23 november 1831, och slutligen på Frumerieska boktryckeriet  från 30 november 1831 till 13 december 1833 och slutligen av Essénska boktryckeriet 20 december och 27 december 1833. Typsnitt var frakturstil och antikva.
Tidningen kom ut en gång i veckan, fredagar från 1 september 1826 till 13 juli 1827. Sedan blev utgivningen lördagar från 13 oktober 1827 till 10 november 1827 därefter vanligen tisdagar 13 november 1827 till 22 december 1829. Sedan med utgivning 2 nr varannan vecka, Onsdag och Söndag från 1 maj 1831 till 28 december 1831. Från 4 januari 1832 en gång i veckan onsdagar till 20 juni 1832 varefter fredagar blev utgivningsdag från 19 juni 1832 till 27 december 1833 

### Sidor och format
Tidningen hade 2 till 4 sidor i kvarto med 2 spalter på det lilla formatet 18,5 - 21,2 x 13,5 - 16 cm  ibland med bihang, på 2 till 4 sidor. Priset för prenumeration var 1 riksdaler banko 1826, 2 riksdaler banko 1827-1829, 3 riksdaler banko 1831 och 2 riksdaler 32 Skilling banko 1832-1833.
Det Frumerieska tryckeriet gav också några broschyrer. 